# 1682
Évszázadok: 16. század – 17. század – 18. század
Évtizedek: 1630-as évek – 1640-es évek – 1650-es évek – 1660-as évek – 1670-es évek – 1680-as évek – 1690-es évek – 1700-as évek – 1710-es évek – 1720-as évek – 1730-as évek
Évek: 1677 – 1678 – 1679 – 1680 –  1681 – 1682 – 1683 – 1684 – 1685 – 1686 – 1687

## Események
- április 14. – Avvakum protopópát cári parancsra megégetik Pusztozerszkben.
- augusztus 14. – Thököly Imre – a török csapatok támogatásával – bevonul Kassára.[1]
- szeptember 16. – Ibrahim pasa, budai beglerbég Füleken átnyújtja Thököly Imrének azt a szultáni athnámét, amelyben az adófizetés ellenében történő magyar királyi kinevezést tartalmazza.
- november 19. – Bécsi fegyverszüneti megállapodás I. Lipót és Thököly Imre között, melynek értelmében a Garamig terjedő teljes kelet-felvidéki térség Thököly uralma alatt maradhat.

## Születések
- február 4. – Johann Friedrich Böttger, német kémikus († 1719)
- április 15. – Jan van Huysum, németalföldi festő († 1749)
- április 16. – John Hadley angol matematikus, csillagász († 1744)
- június 12. – XII. Károly, a Wittelsbach-ház Pfalz–Zweibrücken ágából származó herceg, 1697–1718 között Svédország királya, Bréma és Verden hercege. Az utolsó svéd abszolút uralkodó. († 1718)

Bizonytalan dátum
- január – Nicholas Saunderson, angol vak matematikus († 1739)

## Halálozások
- április 3. – Bartolomé Esteban Murillo spanyol festőművész (* 1617)
- április 14. – Avvakum protopópa orosz író, az óhitűek (raszkolnyikok) vezéralakja (* 1620)
- augusztus 12. – Jean-Louis Raduit de Souches francia nemzetiségű, osztrák szolgálatban álló tábornok (* 1608)
- november 23. – Claude Lorrain francia barokk festőművész (* 1600)